# Território Federal do Guaporé
O Território Federal do Guaporé, chamado a partir de 1956 Território Federal de Rondônia, é a denominação antiga do Estado de Rondônia, dada quando do desmembramento deste do Estado do Amazonas e do Estado do Mato Grosso, ocorrido em 13 de setembro de 1943. O nome antigo era uma referência ao Rio Guaporé, que divide o Brasil da Bolívia.

## História
Conforme o Decreto-lei nº 5812/43, que o criou, seus limites foram assim estabelecidos:
- a Noroeste, pelo rio Ituxí até à sua foz no rio Purús e por este descendo até à foz do rio Mucuim;
- a Nordeste, Leste e Sudeste, o rio Curuim, da sua foz no rio Purús até o paralelo que passa pela nascente do Igarapé Cuniã, continua pelo referido paralelo até alcançar a cabeceira do Igarapé Cuniã, descendo por este até a sua confluência com o rio Madeira, e por este abaixo até à foz do rio Ji-Paraná (ou rio Machado) subindo até à foz do rio Comemoração ou Floriano prossegue subindo por este até à sua, nascente, daí segue pelo divisor de águas do planalto de Vilhena, contornando-o até à nascente do rio Cabixi e descendo pelo mesmo até à foz no rio Guaporé;
- ao Sul, Sudoeste e Oeste pelos limites com a República da Bolívia, desde a confluência do rio Cabixí no rio Guaporé, até o limite entre o Território do Acre e o Estado do Amazonas, por cuja linha limítrofe continua até encontrar a margem direita do rio Ituxí, ou Iquirí.
Em 1944 houve um reordenamento territorial. Um dos seus municípios à época, Lábrea, e toda a região a que este pertence e suas adjacências foi transferida para o Estado do Amazonas.
A Lei Ordinária nº 2731, de 17 de fevereiro de 1956, muda a denominação do Território Federal do Guaporé para Território Federal de Rondônia, em homenagem ao sertanista Marechal Cândido Rondon (1865-1958).